# Wolnei Caio
Wolnei Caio est un footballeur brésilien né le 10 août 1968 à Roca Sales.